# Mariinsko gledališče
Mariinsko gledališče (rusko Мариинский театр, latinizirano: Mariinskij teatr, prevedeno tudi kot Marjinskij ali Marijinski) je zgodovinska stavba gledališča opere in baleta v Sankt Peterburgu v Rusiji. Odprto leta 1860 je postalo prevladujoče glasbeno gledališče Rusije poznega 19. stoletja, kjer so svoje premiere doživele številne odrske mojstrovine Čajkovskega, Musorgskega in Rimskega-Korsakova. Skozi večino sovjetske dobe je bilo znano kot Kirov teater. Danes je Mariinsko gledališče dom Mariinskega baleta (donedavna znan kot Kirovski balet) Mariinske opere in Orkestra Mariinskega gledališča. Od upokojitve Jurija Temirkanova leta 1988 je dirigent Valerij Gergijev opravljal funkcijo generalnega direktorja gledališča.

## Ime
Gledališče je poimenovano po carici Mariji Aleksandrovni, ženi carja Aleksandra II. V glavnem vhodnem preddverju je njen. Ime gledališča se je skozi zgodovino spreminjalo in odražalo vsakokratno politično ozračje:
- 1860 - 1920: Carsko Mariinsko gledališče (rusko: Императорский Марийский театр)
- 1920 - 1924: Državno akademsko gledališče opere in baleta (rusko: Государственный академический театр оперы и балета)
- 1924 - 1935: Leningrajsko državno akademsko gledališče opere in baleta (rusko: Ленинградский государственный академический театр оперы и балета)
- 1935 - 1992: Državno akademsko gledališče opere in baleta S. M. Kirova (rusko: Государственный академический театр оперы и балета имени С. М. Кирова)
- 1992 - danes: Državno akademsko Mariinsko gledališče (rusko: Государственный aкадемический Мариинский театр)

Opomba: Kratica GATOB (Gosudarstvennïy Akademicheskiy Teatr Operï i Baleta) se pogosto sreča v zgodovinskih poročilih.
Gledališka stavba se običajno imenuje Mariinsko gledališče. Podjetja, ki delujejo v njej, so zaradi prepoznavnosti blagovne znamke obdržala ime Kirov, pridobljeno v sovjetski dobi v spomin na umorjenega voditelja leningrajske komunistične partije Sergeja Kirova (1886–1934).

## Izvor
Carska dramska, operna in baletna zasedba v Sankt Peterburgu je bila ustanovljena leta 1783 , po naročilu Katarine Velike, čeprav je italijanska baletna skupina na ruskem dvoru nastopala od zgodnjega 18. stoletja. Prvotno so bile baletne in operne predstave uprizorjene v lesenem Karl Knipper gledališču na travniku Carica, blizu današnjega Triločnega mostu (poznano tudi kot Malo gledališče). Gledališče Ermitaž, zraven Zimskega dvorca, je bilo namenjeno gostovanju elitnega občinstva aristokratskih gostov, ki jih je povabila carica.
Stalno gledališko stavbo za novo družbo opernih in baletnih umetnikov je zasnoval Antonio Rinaldi in je bila odprta leta 1783. Znana kot Carski Bolšoi Kameni teater (rusko Большой Каменный Театр) je bila stavba na Trgu Caousel, ki je bil v čast stavbe preimenovan v Gledališki trg. Obe imeni – Kameni (ruska beseda za 'kamen') in Bolšoj (ruska beseda za 'velik') - sta bili skovani, da bi ju ločili od lesenega Malega gledališča. Leta 1836 je bilo gledališče Bolšoj Kameni prenovljeno po načrtu Alberta Cavosa (sin Catterino Cavosa, operni skladatelj) in je služilo kot glavno gledališče carskega baleta in opere.
29. januarja 1849 se je na Gledališkem trgu odprl Konjeniški cirkus (Конный цирк). Tudi to je bilo  delo arhitekta Cavosa. Stavba je bila zasnovana kot dvojček gledališča. Šlo je za leseno konstrukcijo v takrat modnem neo-bizantinskem slogu. Deset let pozneje, ko je ta cirkus zgorel, ga je Albert Cavos obnovil kot operno in baletno hišo z največjim odrom na svetu. Z zmogljivostjo 1625 sedežev in avditorijem v italijanskem slogu v obliki črke U se je 2. oktobra 1860 gledališče odprlo s predstavo Življenje za carja, domoljubno-junaško tragično opero v štirih dejanjih z epilogom Mihaila Glinke. V sovjetski dobi je bila opera znana pod imenom Ivan Susanin (rusko: "Иван Сусанин).. Novo gledališče je dobilo ime Mariinski po svoji carski zavetnici, carici Mariji Aleksandrovni.

## Glavna vloga
Carsko Mariinsko gledališče in njegov predhodnik Bolšoj Kameni teater sta gostila premiero mnogih oper Mihaila Glinke, Modesta Mussorgskega in Petra Iljiča Čajkovskega. Na željo gledališkega režiserja Ivana Vsevološkega so bili Carski balet (balet je prišel v Mariinsko gledališče leta 1870) in Carska opera leta 1886 premeščeni v Mariinsko gledališče, saj je gledališče Bolšoj Kameni veljalo za nevarno. Tam je priznani koreograf Marius Petipa predstavil številne svoje mojstrovine, vključno s takšnimi predstavami baletnega repertoarja, kot so Trnuljčica 1890, Hrestač leta 1892, Rajmonda leta 1898 in dokončno oživitev Labodjega jezera (s plesalcem Levom Ivanovom) leta 1895.
Ko je bilo gledališče leta 1886 določeno za glavno prizorišče carskega baleta in opere, je bilo gledališče temeljito obnovljeno. Razkošno slavnostno otvoritev so priredili po naročilu carja Aleksandra III., in v kateri je bil na glasbo Ludwiga Minkusa izveden izvirni balet, ki je nastal pod koreografijo Petipa v Mariinskem – Les Pilules magiques.
Druge svetovne premiere v hiši so bile Musorgskega opera Boris Godunov leta 1874, Čajkovskega Pikova dama leta 1890 in Jolanta leta 1892, spremenjeno različico Prokofijevega baleta Romeo in Julija leta 1940 ter Hačaturijanov balet Spartacus leta 1956. Druge opazne produkcije so bile opera Rimskega-Korsakova Zlati petelin leta 1909 in Prokofjeva Pepelka 1946 (z Natalijo Dudinsko).
Carsko in sovjetsko gledališče je bilo dom številnih velikih impresarijev, dirigentov in glasbenikov.
Balet: Baletna šola Mariinskega gledališča je sprožila kariero umetnikov Matilde Kšesinske, Olge Preobraženske, Ane Pavlove, Tamare Karsavine, Vaslava Nižinskega in Georga Balančina, študentov carske baletne šole in sloga ter pod in po pouku Agripina Vaganova, umetniki Marina Semjonova, Galina Ulanova, Rudolfa Nurejeva, Natalije Makarove, Mihaila Barišnikova, Irine Kolpakove, Galine Mezenceve, Altinai Asilmuratov, pa tudi novejše ugledne plesalke Uljana Lopatkina, Diana Višneva in Svetlana Zaharova, študenti  šole kot je zdaj imenovana, Vaganova akademija ruskega baleta.

## Gledališče danes
Pod Jurijem Temirkanovim, glavnim dirigentom od leta 1976 do 1988, je Opera nadaljevala inovativne produkcije sodobnih in klasičnih ruskih oper. Čeprav deluje ločeno od baletne skupine, sta bili od leta 1988 obe družbi pod umetniškim vodstvom Valerija Gergijeva kot umetniškega vodje celotnega gledališča.
Družba Opera je stopila v novo obdobje umetniške odličnosti in ustvarjalnosti. Od leta 1993 je bil vpliv Gergijeva na Opero ogromen. Prvič, reorganiziral je poslovanje družbe in vzpostavil povezave z mnogimi velikimi svetovnimi opernimi hišami, vključno z Kraljevo operno hišo v Covent Gardnu, Metropolitansko opero, Opéra Bastille, La Scala, La Fenice, Izraelsko opero, Washingtonsko nacionalno opero in San Francisco Opera. Danes družba Opera redno gostuje v večini teh mest.
Gergiev je bil inovativen tudi kar zadeva rusko opero: leta 1989 je bil vsesplošni Mussorgsky festival, na katerem so predstavili celoten skladateljev operni opus. Podobno je bilo predstavljenih veliko Prokofjevih oper iz poznih 1990-ih. Opere ne-ruskih skladateljev so začeli izvajati v izvirnih jezikih, kar je operni družbi pomagalo vključiti svetovne trende. Letni mednarodni festival Zvezde belih noči v Sankt Peterburgu, ki ga je začel Gergijev leta 1993, je prav tako postavil na kulturni zemljevid sveta. Tistega leta je kot pozdrav Mariinskemu izvoru izvedel Verdijevo La forza del destino, ki je leta 1862 doživela svojo premiero v Sankt Peterburgu z originalnimi kompleti, kostumi in kuliso. Od takrat je postala značilnost festivala Bele noči predstavitev premier prihajajoče sezone družbe v tem čarobnem obdobju, ko ure mraka praktično izginejo, ko se bliža poletni solsticij.
Trenutno družba na svojem seznamu navaja 22 sopranist (od katerih je Ana Netrebko morda najbolj znana), 13 mezzosopranistk (z Olgo Borodino, ki jo poznata ameriška in evropska publika), 23 tenorjev, osem baritonov in 14 basov.

### Koncertna dvorana
V bližini Mariinskega gledališča je Koncertna dvorana, ki jo je zasnoval francoski arhitekt Xavier Fabre in so jo odprli spomladi 2007. V njej je prostora za 1100 poslušalcev.

## Drugi oder
Kanadsko podjetje Diamond in Schmitt Architects je skupaj z lokalnim partnerjem KB ViPS Architects zasnovalo novo stavbo, ki so jo nato poimenovali Drugi oder, z 2000 sedeži, ki dopolnjuje obstoječe Mariinsko gledališče. Gradnja se je začela leta 2003 po drugačni zasnovi francoskega arhitekta Jeana Nouvela, ki je bila zaustavljena na ravni kleti. Nova oblikovalska ekipa je delo prevzela leta 2009. Dokončanje Mariinskega II naj bi pomenilo, da bo Sankt Peterburg enakovreden Lincolnovemu centru v New Yorku.
Gradnja je bila končana maja 2013 po ceni 500 milijonov evrov.

## Založba Mariinsky
Leta 2009 je Mariinsko gledališče ustanovilo svojo založbo, ki jo je vodila ista ekipa, ki v Londonu vodi založbo LSO Live. Vsi naslovi so posneti v novi koncertni dvorani Mariinski v Sankt Peterburgu.
Med izdanimi naslovi so:
- Rahmaninov: Klavirski koncert št. 3 / Rapsodija na temo Paganinija v izvedbi Denisa Macueva, dirigiral Valery Gergiev, Mariinsky Label Website
- Ščedrin: Očarani potepuh, dirigent Valerij Gergijev, Mariinsky Label Website
- Šostakovič: Nos, dirigent Valerij Gergijev, Mariinsky Label Website
- Šostakovič: Simfonija št. 1 in 15, dirigent Valerij Gergijev, Mariinsky Label Website
- Stravinski: Kralj Ojdip / Les Noces, dirigent Valerij Gergijev, Mariinsky Label Website
- Čajkovski: 1812, Moskovska kantata, Marš sužnjev pod vodstvom Valerija Gergijeva, Mariinsky Label Website